# 処女航海 (曲)
「処女航海」（しょじょこうかい、原題：Maiden Voyage）は、アメリカ合衆国のジャズ・ミュージシャン、ハービー・ハンコックが1965年に発表した楽曲。ハンコックの代表作として知られ、uDscoverMusicのスタッフが2017年に選出した「ジャズ100年の歴史を彩る100曲」の一つとして挙げられている。

## 背景
ハンコックが男性オーデコロンのコマーシャル用に作った曲が原型となっており、ハンコックの妹が曲を聴いて「voyage」という言葉を連想し、そこからタイトルが決まった。ハンコックはマイルス・デイヴィスのアルバム『E.S.P.』（1965年1月録音）のセッションに参加した際、収録曲「81」でsus4コードを多用し、その経験から、この曲のバッキングのコードを全編ともsus4にした。
1965年3月11日に行われた1回目の録音のテープは残っておらず、同年3月17日、アルバム『処女航海』の他の曲と共に録音された。

## その後の録音
1975年の日本公演を収めた『Flood』の1曲目に収録されている。1976年6月29日のニューヨーク公演におけるライヴ録音は、アルバム『ニューポートの追想』に収録された。1978年には、チック・コリアとのピアノ・デュオによるツアーで本作がセットリスト入りしており、当時のライヴ音源はコロムビア・レコードのライヴ・アルバム『イン・コンサート』（1978年11月発売）、ポリドール・レコードのライヴ・アルバム『イン・コンサート (デュオ・ライヴ)』（1979年2月発売）に収録された。また、ハンコックが1988年に発表したアルバム『パーフェクト・マシーン』には、新曲「Pバップ」とのメドレーによるリメイクが収録された。

## カヴァー
- ボビー・ハッチャーソン - アルバム『ハプニングス』（1966年録音）に、作者ハンコックもサイドマンとして参加したカヴァーを収録[9]。
- ラムゼイ・ルイス - アルバム『処女航海（英語版）』（1968年）に収録[10]。
- ブライアン・オーガー・アンド・ザ・トリニティー - アルバム『ビフォア』（1970年）に収録[11]。
- グラント・グリーン - ライヴ・アルバム『アライヴ!』（1970年録音）の再発CDにボーナス・トラックとして収録[12]。
- アート・ファーマー - アルバム『処女航海（イタリア語版）』（1983年）に収録[13]。
- GRPオールスター・ビッグ・バンド - アルバム『GRPオールスター・ビッグ・バンド・プレイズ・ジャズ・スタンダーズ（英語版）』（1992年）に収録[14]。
- 国府弘子 - アルバム『ピアノ・タペストリー』（2001年）に収録[15]。
- TOTO - カヴァー・アルバム『スルー・ザ・ルッキング・グラス』（2002年）に、同じくハンコックの曲である「バタフライ」とのメドレーとして収録[16]。
- ロバート・グラスパー - アルバム『Mood』（2004年）に収録[17]。
- オースティン・ペラルタ（英語版） - アルバム『処女航海』（2006年）に収録[18]。